# Fireteam
Fireteam est un jeu vidéo de stratégie et d'action pour PC développé par Multitude Inc. et édité par Cryo Interactive en 1999. Reposant entièrement sur le mode multijoueur, il simule des affrontements entre des groupes de combattants dans un contexte contemporain ou légèrement futuriste.

## Principe du jeu

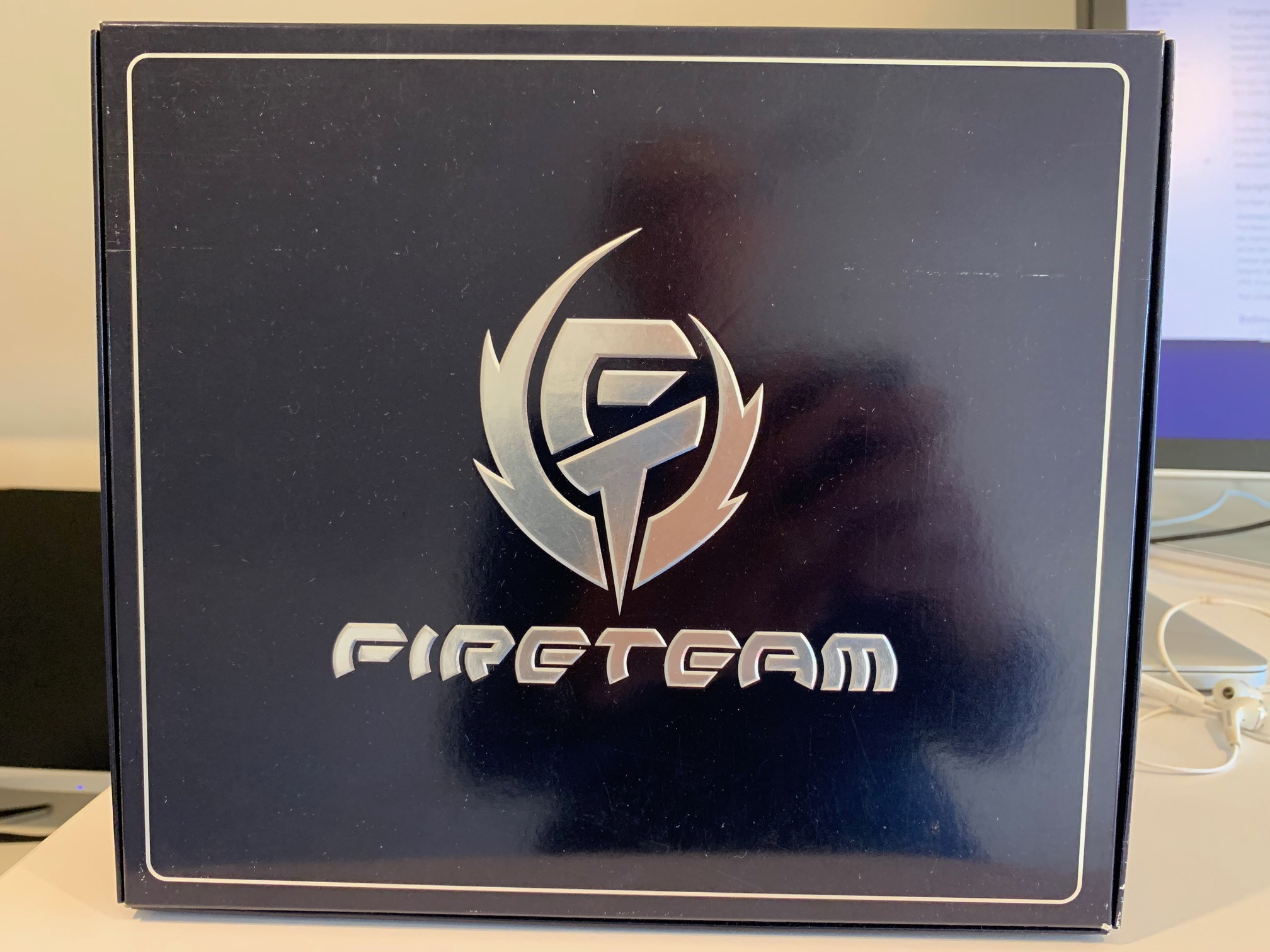
La boîte Fireteam originale.

Le jeu n'est jouable qu'en mode multijoueur par le biais d'une connexion Internet, et est vendu avec un casque audio doté d'un microphone, permettant aux joueurs d'une même équipe de communiquer les uns avec les autres de vive voix. Les joueurs s'affrontent par équipes dans des cartes visualisées en 3D isométrique, avec plusieurs types de décors, et contrôlent leur personnage et l'évolution de la partie via l'interface située à droite et au bas de l'écran. Avant le début de la partie, les joueurs constituent des équipes, et chaque joueur choisit son personnage parmi trois types différents (éclaireur, artilleur ou commando) et choisit son équipement.
Les parties combinent l'aspect action des combats avec l'aspect stratégie et tactique qui privilégient la coopération entre joueurs au sein des équipes. Il est possible de choisir entre quatre modes de jeu : la Destruction de bases (chaque équipe doit protéger sa base contre les assauts des autres tout en essayant de détruire les bases adverses), la Prise de drapeaux (qui consiste à conserver un maximum de drapeaux le plus longtemps possible), le Gunball (mélange de football américain et de combat où chaque équipe doit apporter un ballon jusque dans le camp adverse) et le Combat à mort entre équipes. En France, le jeu est édité par Cryo Interactive en partenariat avec France Télécom qui assure le fonctionnement du serveur du jeu.

## Réception
Le jeu reçoit un accueil favorable à sa sortie. Le site agrégateur de critiques MobyGames lui attribue une moyenne de 81 sur 100 fondée sur sept critiques anglophones, néerlandaises et francophones. Dans son test de Fireteam sur le site Jeuxvideo.com en octobre 1999, Kornifex donne au jeu la note de 14/20.